# Triepeolus osiriformis
Triepeolus osiriformis är en biart som först beskrevs av Carlos Schrottky 1910.  Triepeolus osiriformis ingår i släktet Triepeolus och familjen långtungebin. Inga underarter finns listade i Catalogue of Life.